# Artizan
Artizan est un groupe américain de heavy metal, originaire de Jacksonville, en Floride.

## Histoire
Le groupe est formé en 2008 à Jacksonville, en Floride. Après un EP en 2009 intitulé Artizan, ils font paraître leur premièr album studio Curse of the Artizan en 2011 chez Pure Steel Records. Suivent ensuite, à deux ans d'intervalle, Ancestral Energy (2013) et The Furthest Reaches (2015).
Trois ans s'écoulent avant le quatrième album studio, Demon Rider. Selon le livret du CD, l'enregistrement a lieu chez Morrisound Recording, la basse est jouée par Joey Vera (Armored Saint, Fates Warning). Dans l'édition limitée de l'album, les cinq enregistrements réguliers sont suivis par la chanson du titre avec Harry Conklin (Jag Panzer) comme chanteur alternatif et deux enregistrements du festival Keep It True 2015. De plus, un deuxième album contient des versions instrumentales en bonus,. L'artwork (peinture ou dessin de couverture) est conçu par Eliran Kantor, qui a travaillé auparavant entre autres pour Crowbar, Testament ou Thy Art Is Murder et qui expose certaines de ses œuvres par exemple en 2017 dans le cadre du Bloodstock Open Air britannique.

## Style musical
Les références citées sont entre autres Fates Warning, Jag Panzer, le début d'Iron Maiden (années 1980) et Crimson Glory. Ailleurs, Queensrÿche et Savatage sont également cités comme références.

## Accueil
L'album Demon Rider, sorti en 2018, est par exemple jugé par streetclip.de et powermetal.de :

« Artizan réussit sur son dernier opus Demon Rider le tour de force d'allier à la perfection l'exigence musicale à une prestation accrocheuse. Même avec sa courte durée d'un peu plus d'une demi-heure, ce mini-album surpasse souverainement son prédécesseur de trois ans, The Furthest Reaches, et ne présente dans sa compression que des compositions de classe noble »

— Michael Haifl (streetclip.de)

« Ce magnifique album se caractérise par un songwriting sophistiqué et en grande partie progressif, qui parvient néanmoins sans peine à être accrocheur. Les parties de guitare jumelées avec les voix claires et douces du maître Tom Braden et une section rythmique en parfaite harmonie font partie intégrante du son typique d'Artizan »

— Mahoni Ledl (powermetal.de)

## Discographie
- 2009 : Artizan (EP)
- 2011 : Curse of the Artizan (Pure Steel Records)
- 2013 : Ancestral Energy (Pure Steel Records)
- 2015 : The Furthest Reaches (Pure Steel Records)
- 2018 : Demon Rider (Pure Steel Records)